# Girlfriends’ Guide to Divorce
Girlfriends’ Guide to Divorce ist eine US-amerikanische Fernsehserie von Marti Noxon. Sie ist die erste drehbuchbasierte Eigenproduktion des US-Senders Bravo. Die Serie handelt von der Anfang-40-jährigen Selbsthilfe-Buchautorin Abby McCarthy (Lisa Edelstein), die ihre aktuelle Scheidung mit ihrem ohnehin recht chaotischen Privatleben unter einen Hut bringen muss. Die Fernsehserie lief von 2014 bis 2018 bei Bravo. Die deutschsprachige Erstausstrahlung fand am 6. Januar 2016 beim Bezahlfernsehsender TNT Glitz statt.

## Besetzung und Synchronisation
Die deutsche Synchronisation entsteht nach einem Dialogbuch von Ela Nitzsche und unter der Dialogregie von Nitzsche und Patrick Bach durch die Synchronfirma CSC-Studio in Hamburg.
| Rollenname            | Schauspieler       | Episoden (Hauptrolle) | Episoden (Nebenrolle) | Synchronsprecher      |
| --------------------- | ------------------ | --------------------- | --------------------- | --------------------- |
| Abby McCarthy         | Lisa Edelstein     | 1.01–                 |                       | Sabine Arnhold        |
| Phoebe Wells          | Beau Garrett       | 1.01–                 |                       |                       |
| Delia Banai           | Necar Zadegan      | 1.01–                 |                       |                       |
| Jake Novak            | Paul Adelstein     | 1.01–                 |                       | Bernd Vollbrecht      |
| Lyla                  | Janeane Garofalo   | 1.01–1.07             |                       |                       |
| Jo Hernandez-Frumpkis | Alanna Ubach       | 1.08–                 |                       | Kristina von Weltzien |
| Becca Riley           | Julianna Guill     |                       | 1.01–                 |                       |
| Max                   | Patrick Heusinger  |                       | 1.01–                 |                       |
| Ford                  | J. August Richards |                       | 1.01–                 |                       |
| Will                  | Warren Christie    |                       | 1.01–                 | Rasmus Borowski       |

## Ausstrahlung
Die Erstausstrahlung der ersten Staffel war vom 2. Dezember 2014 bis zum 24. Februar 2015 beim Sender Bravo zu sehen. Die zweite Staffel lief fast genau ein Jahr später, vom 1. Dezember 2015 bis zum 23. Februar 2016. Im April 2016 wurde die Produktion einer dritten, vierten und fünften Staffel angekündigt. Mit der fünften Staffel endete die Serie.
Im deutschsprachigen Raum wurde die erste Staffel vom 6. Januar bis zum 30. März 2016 beim Bezahlfernsehsender TNT Glitz gezeigt.

## Kontroverse
Die Serie provozierte bereits vor ihrer Ausstrahlung, in welcher Hauptdarstellerin Edelstein, auf Plakaten, dem Betrachter den Ringfinger ohne Ehering entgegenstreckte, unterstrichen vom Satz „Go find yourself.“ („Geh, finde dich selbst“). Da viele Amerikaner aber der Auffassung waren, dass ihnen der Stinkefinger gezeigt werden würde, in Kombination mit dem ähnlich klingenden „Go fuck yourself.“ („Geh (und), fick dich (selbst).“), mussten einige der Werbeplakate entfernt werden oder Verkehrsbetriebe weigerten sich generell, die Plakate anzubringen.